# Kelčany
Kelčany (německy Keltschan, Gelschan) jsou obec v okrese Hodonín v Jihomoravském kraji. Leží 3,5 kilometru východně od Kyjova. Západně podél obce protéká potok Hruškovice. Na severním okraji obce byl v roce 2007 na potoce obnoven rybník. Žije zde 244 obyvatel. Od roku 2000 je členem mikroregionu Podchřibí. Dochovanou tradicí je Kelčanský svátek připadající na 2. července - svátek Navštívení Panny Marie spojený s procesím.

## Historie

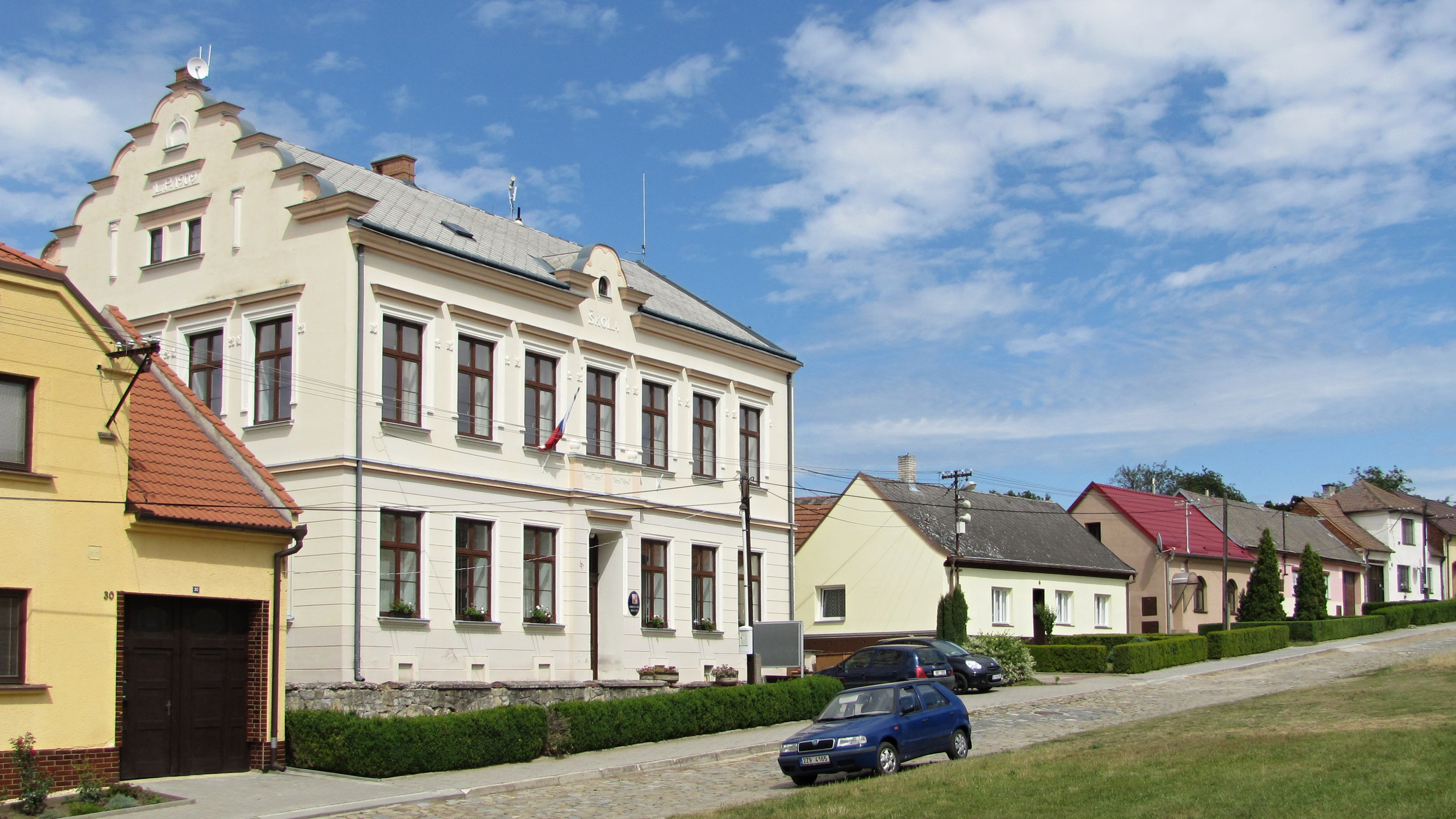
Obecní úřad

První písemná zmínka o obci pochází z roku 1365 (Gelczan villam cum municione), kdy ji děkan kroměřížského kostela Jan z Boskovic postoupil svému bratru Tasovi. V té době zde byla tvrz (na kopci Babylon), svobodný dvůr a mlýny. Původní osada ležela poněkud severněji a nazývala se Staré Kelčany. Kolem roku 1505 se v Kelčanech uvádí tvrziště, dvůr a mlýn, ovšem v roce 1527 se už uvádí jako pusté. K jejich částečné obnově došlo už v 16. století, protože počátkem 17. století zde bylo podle žádovických purkrechtních register obnoveno několik gruntů – v roce 1609 se uvádí 8 gruntů (2 lánické a 6 podsednických). Kelčanský mlýn byl v provozu po celé 16. století. Po třicetileté válce byly znovu Kelčany osídleny, ale na jiném místě. Ke staré kulturní půdě byla postupně připojována další, získaná kácením porostů, které pokrývaly severní částí katastru směrem ke Kostelci. Ještě v roce 1666 se tu uvádí dubový les. Na Hruškovickém potoce byl ve středověku zřízen rybník. V roce 1666 koupilo místní zpustošený panský dvůr město Kyjov za 2600 zlatých. Od roku 1670 se obec už uvádí jako Nové Klečany. Obec znovu osídlili převážně osadníci z Vřesovic, které byly také majetkem Kyjova.
V roce 1859 zde byl otevřen lignitový důl Svatá Barbora a při něm zřízena sklárna. Ta však roku 1861 vyhořela a místo ní v roce 1862 bratři Albert a František Kleinovi založili prosperující akciový cukrovar, který zde sloužil až do roku 1967. Z Vlkoše k němu vedla železniční vlečka dlouhá 3 km. V roce 1871 měl cukrovar, který byl majetkem akciové společností, v nájmu dvory v Kelčanech, v Kostelci, Miloticích, Mistříně a ve Svatobořicích. O deset let později už měl také v nájmu také všechny dvory na velkostatku Bzenec, Buchlov a Koryčany. Svými výhodnějšími platebními nabídkami získal nakonec jakýsi monopol na pronájem dvorů, z nichž vytlačil takto jejich židovské nájemce. V roce 1883 bylo v cukrovaru zavedeno elektrické osvětlení. (V obci to bylo až v roce 1931.) Po přestavbě v roce 1925 mohl cukrovar denně zpracovávat 12 000 q řepy. Důl Svatá Barbora patřil cukrovaru a např. v roce 1926 se zde vytěžilo 30 000 tun lignitu. V roce 1945 byl otevřen další důl Prokop.
V roce 1870 zde byla zřízena pošta, později i četnická stanice. Roku 1912 zde vznikla Raifaisenka. Ve znaku obce se nachází dvě lilie – jedna připomíná rod pánů ze Zástřizl, druhá kapli Navštívení Panny Marie. V dolní části je hrozen, který se nacházel i na historické pečeti. Lilie a hrozen jsou od sebe odděleny stříbrnou krokví.

## Samospráva
Zastupitelstvo obce má 7 členů. Voleb do zastupitelstva v říjnu 2010 se účastnilo 169 (tj. 82,84 %) voličů. Je zde zvykem, že kandidují jednotlivé osoby nesdružené v politické straně. Do zastupitelstva kandidovalo 16 osob. Kvůli neshodám proběhly 10. prosince 2011 nové předčasné volby, po kterých se starostou stal znovu Vladimír Jarošek. Při ustavujícím zasedání zastupitelstva v listopadu 2014 se novým starostou stal Radim Konečný. Ten byl do funkce opět zvolen po komunálních volbách na podzim 2018.
Obec náleží do senátního obvodu č. 79 – Hodonín. Do roku 1960 patřila do okresu Kyjov.

## Obyvatelstvo
Při sčítání lidu v roce 2001 se 91,6 % obyvatel přihlásilo k české národnosti, 5,2 % k moravské a 2,8 % ke slovenské. 36,4 % se hlásilo k Římskokatolické církvi a 58,8 % bylo bez vyznání. Průměrný věk byl 37 let.
| Rok            | 1869 | 1880 | 1890 | 1900 | 1910 | 1921 | 1930 | 1950 | 1961 | 1970 | 1980 | 1991 | 2001 | 2011 | 2021 |
| -------------- | ---- | ---- | ---- | ---- | ---- | ---- | ---- | ---- | ---- | ---- | ---- | ---- | ---- | ---- | ---- |
| Počet obyvatel | 428  | 376  | 387  | 406  | 455  | 445  | 410  | 288  | 349  | 286  | 257  | 207  | 250  | 229  | 225  |
| Počet domů     | 60   | 70   | 74   | 72   | 80   | 80   | 82   | 86   | 81   | 73   | 69   | 75   | 90   | 89   | 88   |

## Obecní správa

### Obecní symboly
Znak a vlajka byly obci uděleny rozhodnutím předsedy Poslanecké sněmovny Parlamentu České republiky dne 15. prosince 1998.

## Doprava
Kelčany mají autobusové spojení s Kyjovem a okolními obcemi. Z Kyjova je přímé železniční spojení s Brnem po trati č. 340 (takzvaná Vlárská dráha). Středem obce prochází silnice III/52211, která se v severní části katastru napojuje na silnici II/422. Železniční vlečka z Vlkoše k místnímu cukrovaru byla zrušena.

## Pamětihodnosti
- Kaple Navštívení Panny Marie z roku 1817.
- Kříž z dubového dřeva z roku 1810. Je 5,5 metru vysoký a zdobený vyřezávanými sakrálními motivy. Původně stával u lesa Chrást, ale pak zde byla vztyčena kopie z roku 2003 a originál přenesen ke kapli Navštívení Panny Marie na návsi.
- Budova bývalé školy z roku 1909. Dnes zde sídlí Obecní úřad a knihovna.
- Staré vinařské sklepy (búdy) v severní části obce.
- Památné stromy – tři lípy malolisté na okraji lesa Chrást, severovýchodně od centra obce

## Osobnosti
- Jan Slabák (* 1941), trumpetista, zakladatel a kapelník dechové hudby Moravanka, pedagog, člen brněnské filharmonie, místní rodák